# Video8

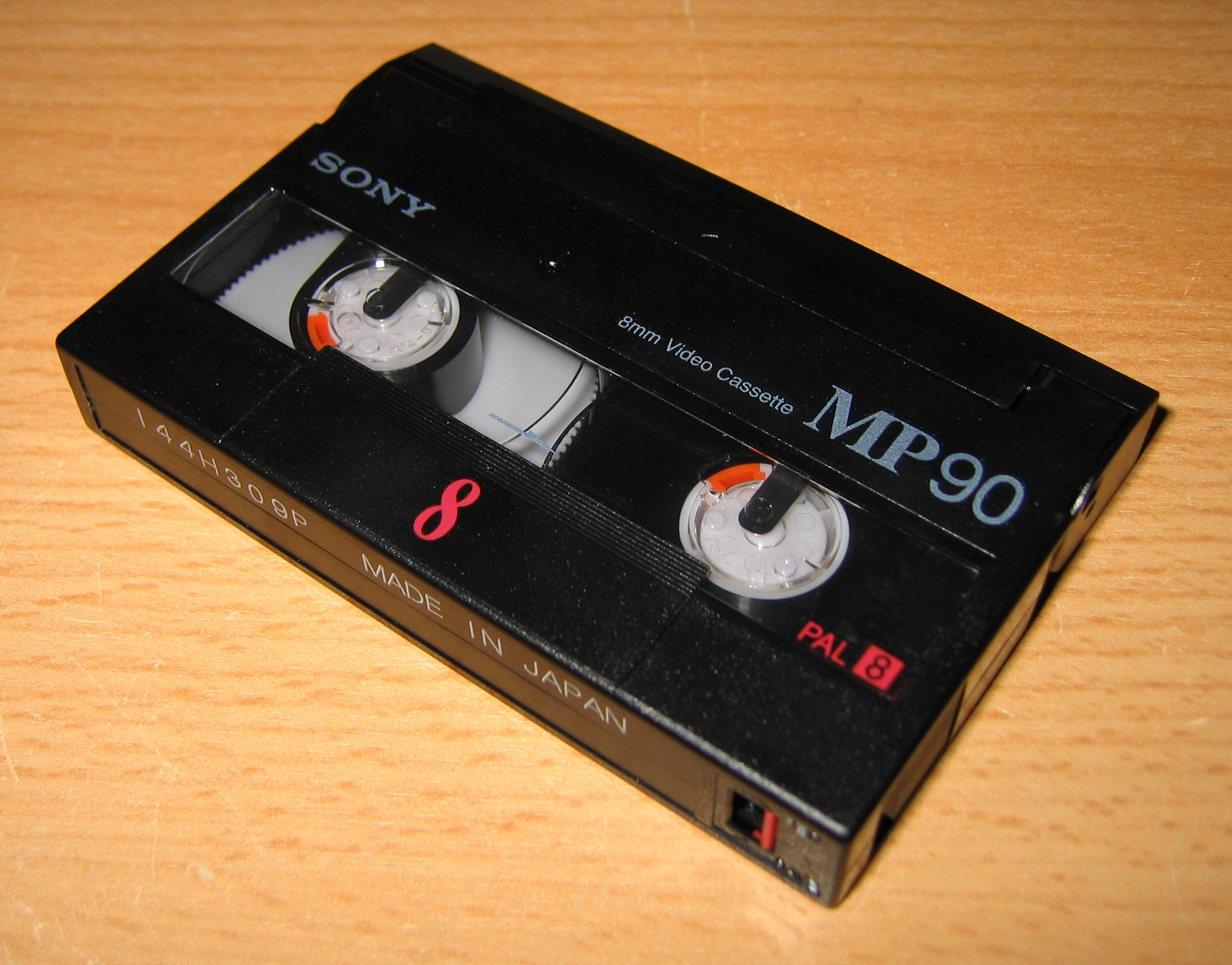
Een cassetteband van Video 8

Video8 is een analoog videosysteem voor amateurs, geïntroduceerd in 1985. Gestandaardiseerd door een groot aantal elektronicafabrikanten, waaronder Philips, Sony en Matsushita. Dankzij het kleine formaat van de videobanden en de in verhouding lage prijs werd dit systeem een groot succes. Video8 heeft niets te maken met Super 8.

## Opvolgers
- Hi8
- Digital8
- Digital Video